# کالای دست دوم

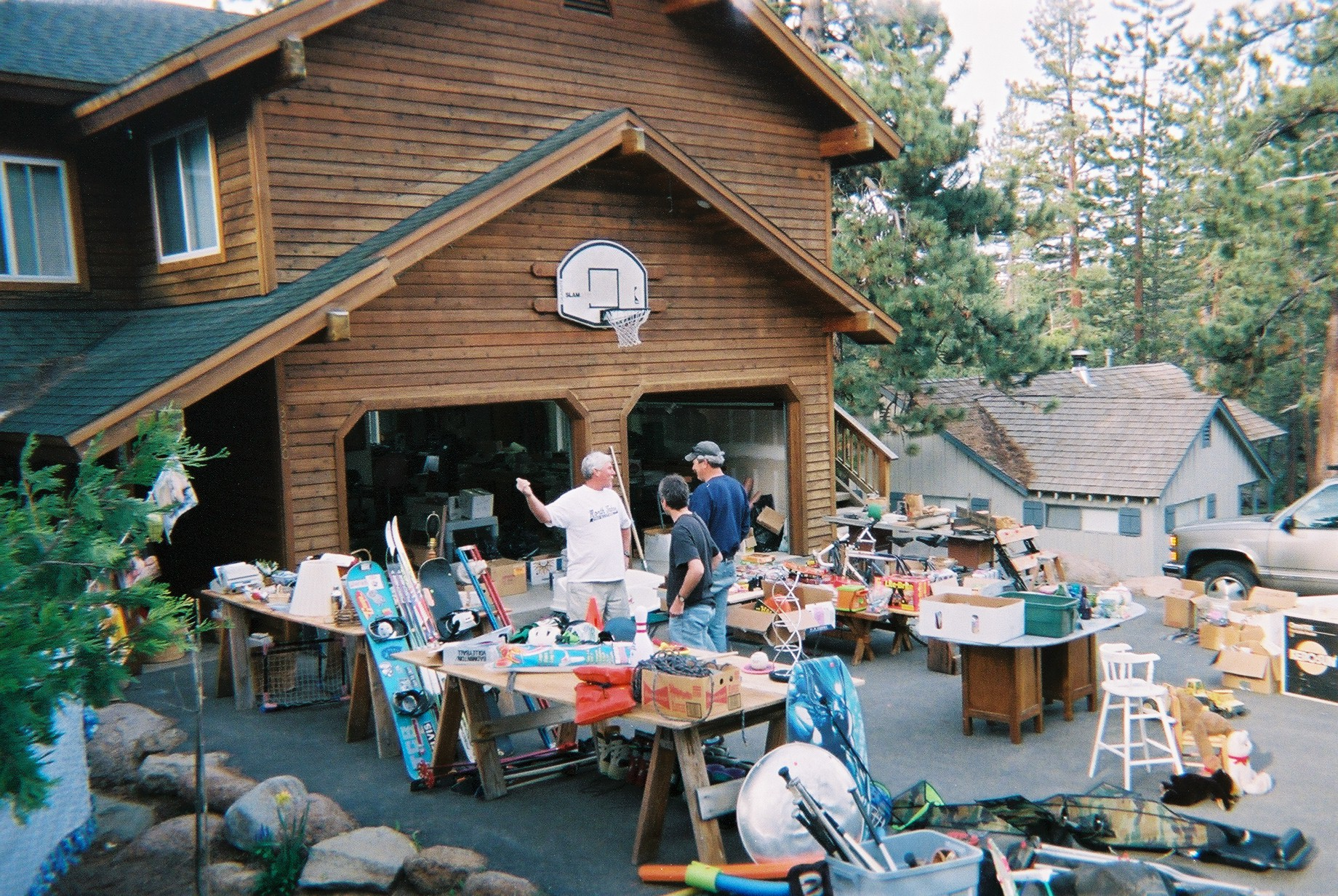
فروش گاراژی یک شیوه رایج برای پیدا کردن کالاهای استفاده شده ارزان قیمت

کالای دست دوم یا استوک. به هرنوع کالا گفته می‌شود که از طریق فروش، اهدا یا شیوه‌های دیگر، به کاربر نهایی دوم یا چندم منتقل می‌شود. ممکن است کالای دست دوم فروخته یا منتقل نشود و تنها به دلیل نو نبودن، واژه مستعمل، دست دوم یا استوک برای آن به کار می‌رود.
البته لازم است ذکر شود واژه استوک در زمینه قطعات خودرو به این معنی است که به عنوان مثال خودرویی که دچار آسیب جدی شده و قطعاتی از آن سالم مانده‌اند به عنوان قطعهٔ استوک با قیمتی بسیار کمتر از قطعهٔ نو قابل خریداری می‌باشد به طوری که بسیاری از اوقات قیمت قطعهٔ نو ۳ تا ۴ برابر قطعهٔ استوک است. به‌طور کلی قطعات استوک خودرو، قطعاتی می‌باشند که از لحاظ ظاهر و کارایی کاملاً مشابه قطعهٔ نو می‌باشند ولی چون در دستهٔ قطعات دسته دوم قرار میگرند، قیمت بسیار پایین‌تری دارند.
علاوه بر فروش کالاهای مستعمل، در بسیاری از خانواده‌ها یا گروه‌های دوستانه، ممکن است این کالاها به صورت اهدا به فرد دیگر داده شوند.

## مزایا
خرید کالای دست دوم از نظر اقتصادی به سود خریدار است؛ چرا که هزینه کمتری می‌پردازد اما دوام کالایی که می‌خرد نسبت به کالای نو کمتر خواهد بود و این گونه کالاها معمولاً خدمات پس از فروش و گارانتی ندارند.
فروش کالاهای ناخواسته دست دوم به جای دور انداختن آنها بدیهی است که منافع فروشنده را در پی خواهد داشت.
بازیافت محصولات را از طریق خرید و فروش کالاهای دست دوم باعث کاهش تولید کالاهای دست اول و کاهش زباله می‌شود که در هر دو صورت برای طبیعت مفید است.
ممکن است کالاهای دست دوم باکیفیت، با دوام تر از کالاهای جدید مشابه باشند.

## خطرات
ممکن است کالای دست دوم از نظر کیفیت دارای مشکلاتی برای استفاده باشد. از نظر بهداشتی نیز ممکن است این کالاها آلوده و حاوی جانداران ریز مانند ساس باشند.

## شیوه‌های انتقال کالاهای دست دوم
بسیاری از مواردی که در کشورهای توسعه یافته منسوخ و بی‌ارزش در نظر گرفته می‌شوند، ممکن است برای جوامع فقیر در کشورهای در حال توسعه کالاهای ارزشمندی باشند. کشورهای توسعه نیافته مانند زامبیا از اهدای لباسهای دست دوم بسیار استقبال می‌کنند. این کالاها همچنین موجب ایجاد شغلهایی مانند تعمیرات می‌شوند.
همچنین در کشور های جهان سوم مثل ایران که دچار تحریم های بین المللی نیز هستند ، این کالاها بسیار رواج دارند .
محصولات دیجیتالی مانند لپ تاپ استوک ، آل این وان استوک و سرفیس استوک که در کشورهای اروپایی استفاده میشند بعد از استفاده کوتاه به ایران یا سایر کشورهای جهان سوم می آیند و به فروش میرسند.

## خرید

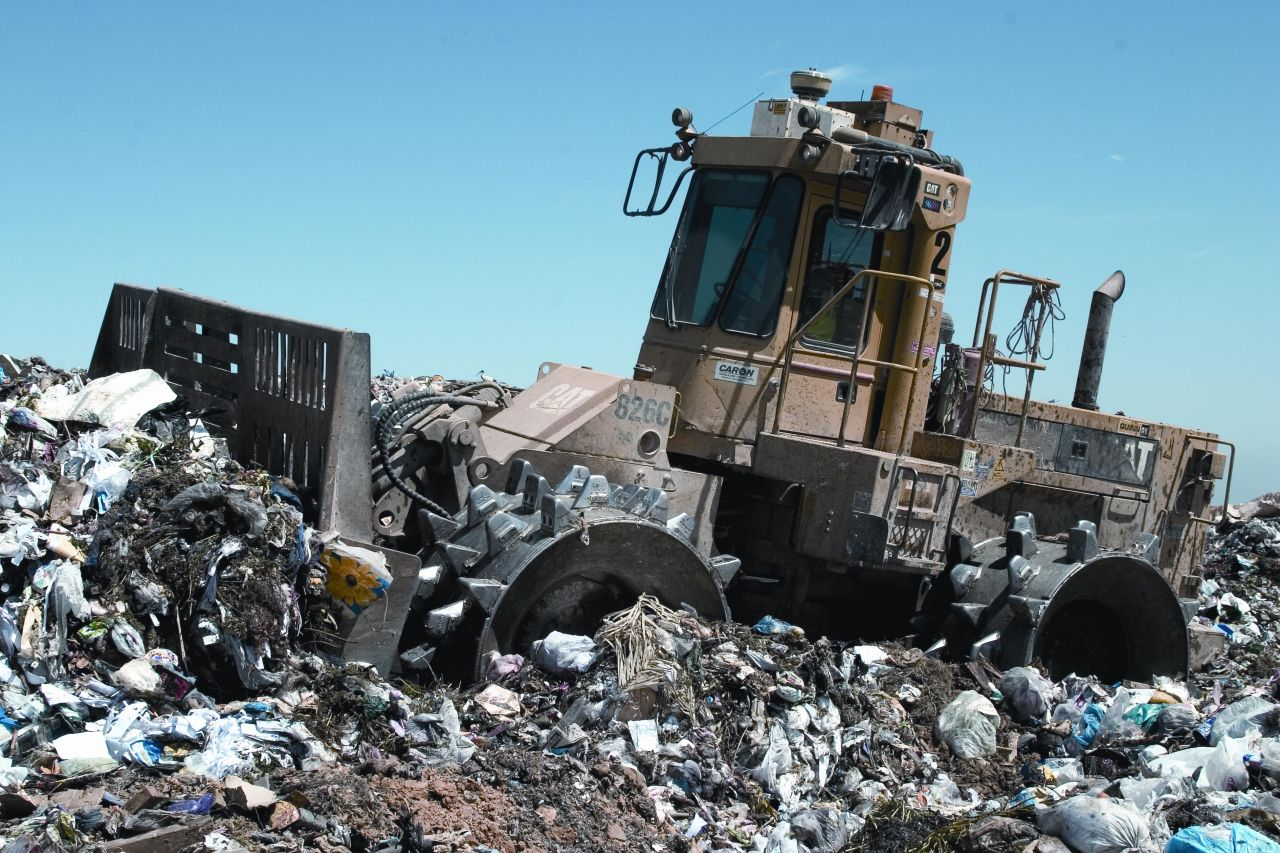
خطرات زیست‌محیطی در کالاهای دور ریخته شده.

برخی مردم از استراتژی خرید و استفاده از اقلام دست دوم برای صرفه جویی در پول استفاده می‌کنند. خرید اقلام کارکرده برای استفاده مجدد مانع از تبدیل شدن آنها به زباله و صرفه جویی در هزینه تولید معادل کالاهای جدید می‌شود و نیز حفاظت از منابع طبیعی و حفاظت از محیط زیست را به همراه خواهد داشت و ممکن است بخشی از یک زندگی ساده باشد.